# 白奎镇
白奎镇是中国黑龙江省哈尔滨市呼兰区下辖的一个镇，位于松花江北岸。